# Batalha de Chester
A Batalha de Chester ou, na sua forma portuguesa, de Céstria (em galês antigo: Guaith Caer Legion; em galês:Brwydr Caer) foi uma grande vitória para os anglo-saxões contra os nativos britânicos perto da cidade de Chester, na Inglaterra, no início do século VII. Etelfrido da Nortúmbria (Æthelfrith) aniquilou as forças reunidas dos reinos galeses de Powys, Rhôs (um cantref do Reino de Venedócia) e, possivelmente, da Mércia. A batalha ainda resultou na morte dos líderes galeses Selyf Sarffgadau de Powys e Cadwal Crysban de Rhôs. Evidências circunstanciais sugerem ainda que o rei Iago de Venedócia também pode ter perdido a vida nesta batalha.
Um grande número de monges do mosteiro de Bangor on Dee, que tinham vindo para testemunhar a batalha, foram mortos por ordem de Etelfrido antes da batalha. Ele pediu aos seus guerreiros que massacrassem os religiosos por que, ainda que eles não portassem armas, eles estariam rezando pela derrota da Nortúmbria.
A importância estratégica da batalha permanece incerta, pois Etelfrido também perdeu a vida em combate logo após a vitória. Já foi sugerido que Cearl, o rei anglo-saxão da Mércia, pode também ter se envolvido e divido a derrota com os britânicos, pois o seu senhorio sobre Gales oriental e a Mércia efetivamente foi eliminado até a ascensão de seu sucessor, Penda, em 633 d.C.